# Gustav Aschaffenburg
Gustav Aschaffenburg (23 de mayo de 1866 - 2 de septiembre de 1944) fue un psiquiatra alemán.

## Biografía
En 1890 recibió su doctorado en medicina de la Universidad de Estrasburgo con una tesis sobre el delirium tremens. Más tarde trabajó como asistente de Emil Kraepelin en la clínica psiquiátrica universitaria de Heidelberg. Posteriormente practicó medicina psiquiátrica en la Universidad de Halle-Wittenberg y en la Akademie für praktische Medizin en Colonia (a partir de 1919 Universidad de Colonia).
En la década de 1930, la carrera académica de Aschaffenburg en Colonia fue clausurada por el decreto nazi, Gesetz zur Wiederherstellung des Berufsbeamtentums, y finalmente emigró a los Estados Unidos, donde trabajó como profesor en la Universidad Católica de América en Washington D. C. y en la Universidad Johns Hopkins, en Baltimore.
Aschaffenburg fue un pionero en los campos de la criminología y psiquiatría forense. En 1903 publicó un primer estudio sistemático sobre las causas del crimen titulado Das Verbrechen und seine Bekämpfung, en el que discute los factores individuales hereditarios y socioambientales, y también rechaza la idea de Cesare Lombroso del denominado "criminal nato". Más tarde, la obra fue traducida al inglés, y publicada como Crime and its Repression (1913).

## Obra
- Das Verbrechen und seine Bekämpfung, Heidelberg 1903 (2.ª ed. 1906, 3.ª 1923)
- Die Sicherung der Gesellschaft gegen gemeingefährliche Geisteskranke: Ergebnisse einer im Auftrage der Holtzendorff-Stiftung gemachten Studienreise, Berlín 1912
- Psychiatrie und Strafrecht, 1928

Literatura
- Dorothea Seifert. Gustav Aschaffenburg als Kriminologe, Freiburg 1981
- Reichshandbuch der Deutschen Gesellschaft - Das Handbuch der Persönlichkeiten in Wort und Bild, Erster Band, Deutscher Wirtschaftsverlag, Berlín 1930, pp. 39, ISBN 3-598-30664-4
- Richard Wetzell: Inventing the Criminal - A History of German Criminology 1880-1945, Chapel Hill und London 2000